# 徐調元 (萬曆進士)
徐調元（1579年—？），字襄之，號含虚，浙江嘉兴府平湖縣人，晚明官員。

## 生平
徐調元於萬曆二十二年（1594年）考中甲午科浙江乡试第八名舉人，萬曆三十五年（1607年）中式丁未科黃士俊榜三甲一百四名進士，與左光斗等同年。吏部观政，本年十月授南陵知县，三十八年改补松江府学教授，升国子监助教，四十一年升刑部主事，四十四年升员外郎，同年出任广信府知府。

## 家族
曾祖徐昆。祖父徐學。父徐望賢。母周氏。具庆下。兄徐文治（贡士）、徐士元。弟徐從治（同科进士）、継元、庆元、拱元、光治、左元、昌治、允治、寵元、邦臣、秉元、昌元。